# كارمين فارمر
كارمين فارمر (بالإنجليزية: Carmen Farmer) هي لاعب كرة قدم أمريكية أمريكية، ولدت في 4 ديسمبر 1980.

## وصلات خارجية
- كارمين فارمر على موقع اللجنة الأولمبية الدولية (الإنجليزية)
- كارمين فارمر على موقع أوليمبيديا (الإنجليزية)
- كارمين فارمر على موقع اللجنة الأولمبية والبارالمبية الأمريكية (الإنجليزية)